# Андолалао Ракотоарісон
Андолалао Ракотоарісон (малаг. Andolalao Rakotoarison; народилася 1982 року в Махадзанзі) — мадагаскарська герпетологиня. Авторка описання нових видів.

## Життя і дослідження
Ракотоарісон захистила магістерську роботу в Університеті Антананаріву у 2011 році. Потім вона захистила докторську дисертацію в Технічному університеті Брауншвейга (Німеччина) з систематики ендемічних мадагаскарських карликових райок підродини Cophylinae під керівництвом професора Мігеля Венсеса. Станом на середину 2020 року вона є співавтором опису 52 видів жаб і двох рептилій (одного гекона і одного хамелеона). Зокрема, Ракотоарісон зробила внесок у знання про найменших жаб Мадагаскару. У 2017 році вона очолила дослідження, опубліковане як монографія разом із шістнадцятьма іншими співавторами, описуючи 26 нових видів роду Stumpffia, включаючи кількох жаб, які є одними з найменших у світі, а у 2020 році вона також брала участь в описі ще п'яти мініатюрних жаб, включаючи новий рід Mini і три його мініатюрні види.
Після захисту докторської дисертації в 2017 році Ракотоарісон була призначена викладачкою у філії Університету Антананаріву в місті Ітасі. У 2017 році вона також стала співголовою групи спеціалістів із амфібій Комісії виживання видів (SSC) МСОП на Мадагаскарі, і цю посаду вона обіймає досі. Ракотоарісон є академічним директором закордонної програми «Мадагаскар: біорізноманіття та управління природними ресурсами» Інституту вищих навчальних закладів SIT.

## Епоніми
У 2019 році жабу Platypelis ando назвали на честь Андолалао Ракотоарісон на знак визнання її внеску в дослідження амфібій Мадагаскару.